# Lenco BearCat
De Lenco BearCat is een gepantserd personenvoertuig van Amerikaanse makelij ontworpen voor gebruik door het leger en de politie. Het wordt gebruikt door verschillende strijdkrachten en wetshandhavingsinstanties wereldwijd.

## Geschiedenis
Sinds 1981 heeft de in Massachusetts gevestigde Lenco Industries, bekend als Lenco Armoured Vehicles, gepantserde voertuigen ontworpen en gefabriceerd voor politie, leger, overheid en particuliere veiligheidstroepen. Lenco heeft meer dan 5.000 gepantserde voertuigen geproduceerd voor gebruik in meer dan 40 landen over de hele wereld.
De BearCat is een type voertuig dat door het bedrijf wordt geproduceerd en dat wordt gebruikt door tal van Amerikaanse militaire en wetshandhavingsinstanties en het wordt ook gebruikt door alle staats- en territoriumpolitie in Australië. De naam BearCat staat voor Ballistic Engineered Armored Response Counter Attack Truck, aangezien het de kleinere neef is van de Lenco BEAR De Bearcat is gebaseerd op een Ford F-550 Super Duty vrachtwagenchassis met twee beschikbare motoren (de V10 Triton Gasoline en de 6.7L turbodiesel) en een automatische zesversnellingsbak. De .5-1.5 inch dikke mil spec stalen gepantserde carrosserie wordt gecompleteerd met .50 BMG geclassificeerd ballistisch glas dat multi-hits weerstaat, explosieveilige vloeren, geschutspoorten, dakluiken / torentje en agentschapspecifieke uitrusting en / of modificaties zoals als lichten / sirenes / stormram / lieren / thermische camera's en spotlichten.
De eerste BearCat werd ontworpen en voltooid in augustus 2001 als een spin-off product van de grotere Lenco BEAR met wensen van het Los Angeles County Sheriff's Department Special Enforcement Bureau (SEB) als een bijgewerkte en verbeterde versie van hun militaire Cadillac Gage Ranger "PeaceKeeper" gepantserde voertuigen.

## Gebruik
BearCats worden door wetshandhavingsinstanties doorgaans aangeduid als "gepantserde reddingsvoertuigen" met als voornaamste doel het transporteren van tactische (SWAT / Special Reaction Teams) officieren van en naar vijandige situaties en om te helpen bij het herstel en de bescherming van burgers in gevaar tijdens terroristische dreigingen, gijzelingincidenten of ontmoetingen met grote bijeenkomsten van agressors. De BearCat is ontworpen om bescherming te bieden tegen een verscheidenheid aan handvuurwapens, explosieven en IED- bedreigingen. Net als zijn grotere neef, de BEAR, kan de BearCat worden uitgerust met het "MARS" Mobile Adjustable Ramp System waarmee tactische officieren toegang kunnen krijgen tot verhoogde platforms zoals ramen van een tweede verdieping of vliegtuigen.
Lenco BearCats heeft bij talloze gelegenheden de levens van officieren gered tijdens gewapende confrontaties. In 2010 vuurde een gewapende dader in Athene, Texas meer dan 35 schoten af met een semi-automatisch AK-74 geweer op de politie. Geen enkele kogel drong de BearCat binnen. In juni 2012 werd een BearCat, behorend tot het Central Bucks Emergency Response Team, door 28 schoten geraakt van een "krachtig geweer" tijdens een belegering zonder dat er kogels het voertuig binnendrongen. In november 2015 werd een BearCat door de politie gebruikt om burgers te redden tijdens de schietpartij in Colorado Springs Planned Parenthood. Op 29 december 2015, werd de BearCat van het politiebureau van Oklahoma County tussen de 4 en 7 keer beschoten met een geweer. Sheriff Whetsel zei dat de BearCat het leven van de dienders heeft gered. Op 12 juni 2016 werd een BearCat gebruikt om de nachtclub Pulse te doorbreken nadat een schutter 49 clubbezoekers had doodgeschoten en 53 anderen had verwond.

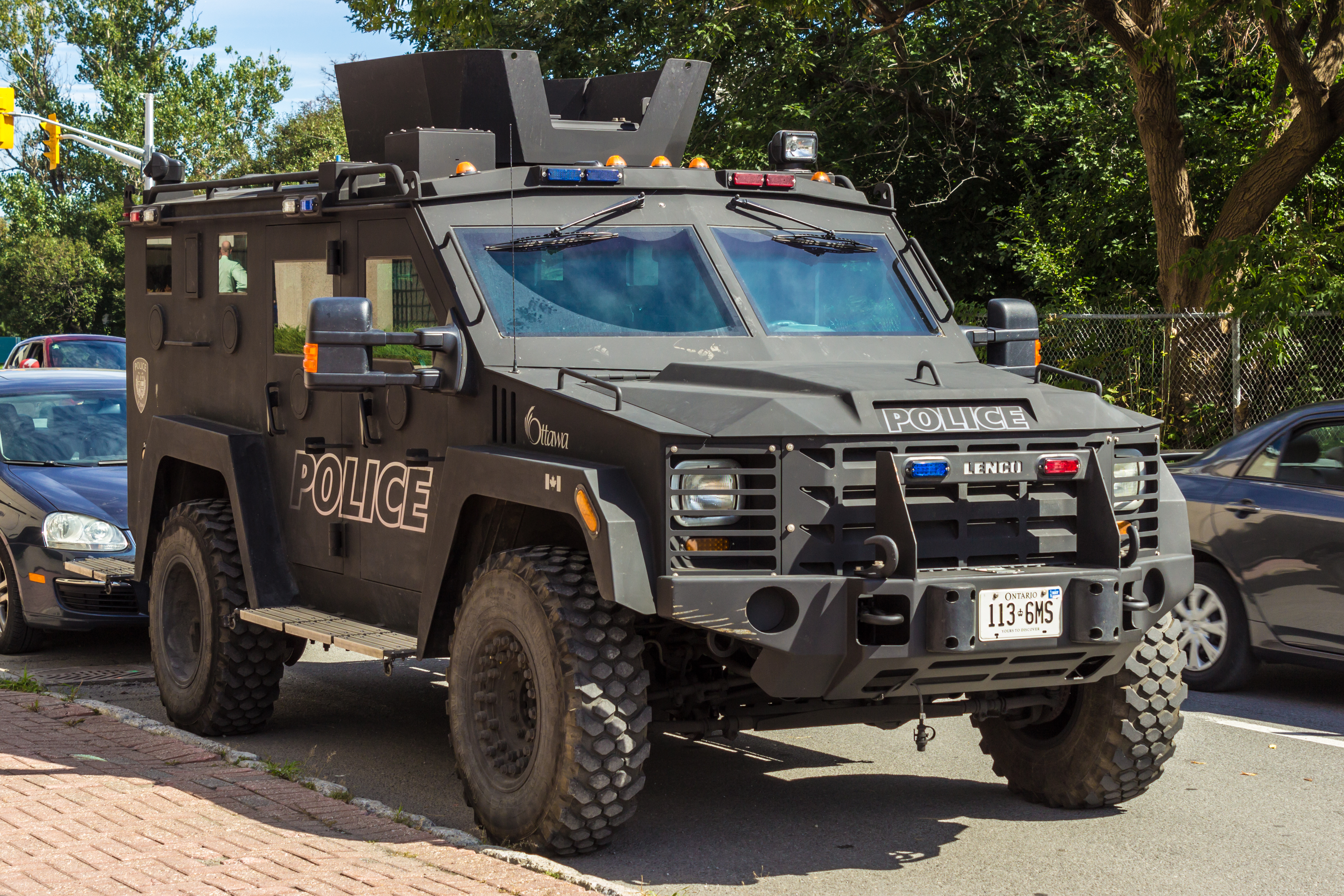
BearCat G3 van de politie van Ottawa

Momenteel zijn er negen varianten van de BearCat, sommige met unieke eigenschappen en andere ontworpen voor specifieke doeleinden of klanten.
- Militair - Militaire versie
- LE - Wetshandhavingsversie
- G3 - offroad-variant voor wetshandhaving
- VIP / SUV - gepantserd voertuig voor diplomatieke missies
- Medevac LE - gepantserd medisch evacuatievoertuig (wetshandhaving) "MedCat" - uitgerust met twee medische nesten, zuurstoftanks, een verlichte werkplek en compartimenten voor medische benodigdheden en opslag van uitrusting.[19]
- Medevac Mil - gepantserd medisch evacuatievoertuig (militair) "MedCat" - ontworpen voor Tactical Combat Casual Care (TC3), uitgerust met dezelfde kenmerken als de MedCat LE met vier medische nesten.
- Oproerbeheersing
- Editie uitgerust met anti-oproeruitrusting, zoals hieronder weergegeven.
  - Uitgerust met hydraulische RAM (Front Plow) om zware barrières te verplaatsen
  - Stalen pantserconstructie met optionele B-Kit & explosiebescherming
  - Gunner Protection Kit met mounts voor M249, Mk19, M2 .50 Ca
  - Missiespecifieke plattegrond ontworpen voor de eisen van de eindgebruiker
  - Beschermende raamschermen en lichtschermen, LRAD, Smoke Launcher
  - V8-turbodieselmotor; 4x4 voor offroad-prestaties
  - Commercial-off-the-shelf (COTS) platform voor eenvoudig en goedkoop onderhoud
- G4 M-ATV - gepantserd terreinwagen (generatie 4)
- EOD (Explosieven-Opruiming) - pantservoertuig "BombCat" voor bomeenheden met ruimte voor een grote bomopruimingsrobot, met neerklapbare oprit en hydraulisch bediend platform voor inzet. Kan op verzoek ook een op het dak gemonteerde zoomcamera met scèneverlichting, thermische camera, CBRNE-apparatuur[20] en geavanceerde communicatiesensoren bevatten.[21][22]

## Kenmerken
De BearCat-serie kan worden aangepast met een verscheidenheid aan niet-standaardfuncties, afhankelijk van de eisen van de klant. BearCats kunnen worden uitgerust met verplaatsbare verhoogde platformsystemen genaamd Liberator en ARC van Patriot3, Inc., om eenheden toegang te geven tot een verscheidenheid aan verhoogde constructies, zoals gebouwen met meerdere verdiepingen, schepen in dokken of vliegtuigen tijdens risicovolle gijzelingen of terroristische situaties. De LAPD past een van zijn vier gepantserde Lenco-voertuigen toe met een dergelijk systeem, samen met vele andere lokale en nationale wetshandhavingsinstanties.
Kenmerken van de BearCat zijn:
- noodverlichting / sirenes
- draaiend dakluik
- optionele aangedreven torentjes met of zonder ballistische glaspanelen en explosieschilden
- pistool poorten
- elektrische lieren
- treeplanken
- bescherming tegen chemische, biologische, radiologische, nucleaire en hoogrenderende explosieven (CBRNE)
- achteruitrijcamera
- Gemeenschappelijk op afstand bediend wapenstation (CROWS)
- stormram bevestiging
- Mondstuk voor inzet van CS-gas (traangas)
- stralingsdetectiesystemen
- Thermografische camerasystemen
- spot / schijnwerpers

## Gebruikers

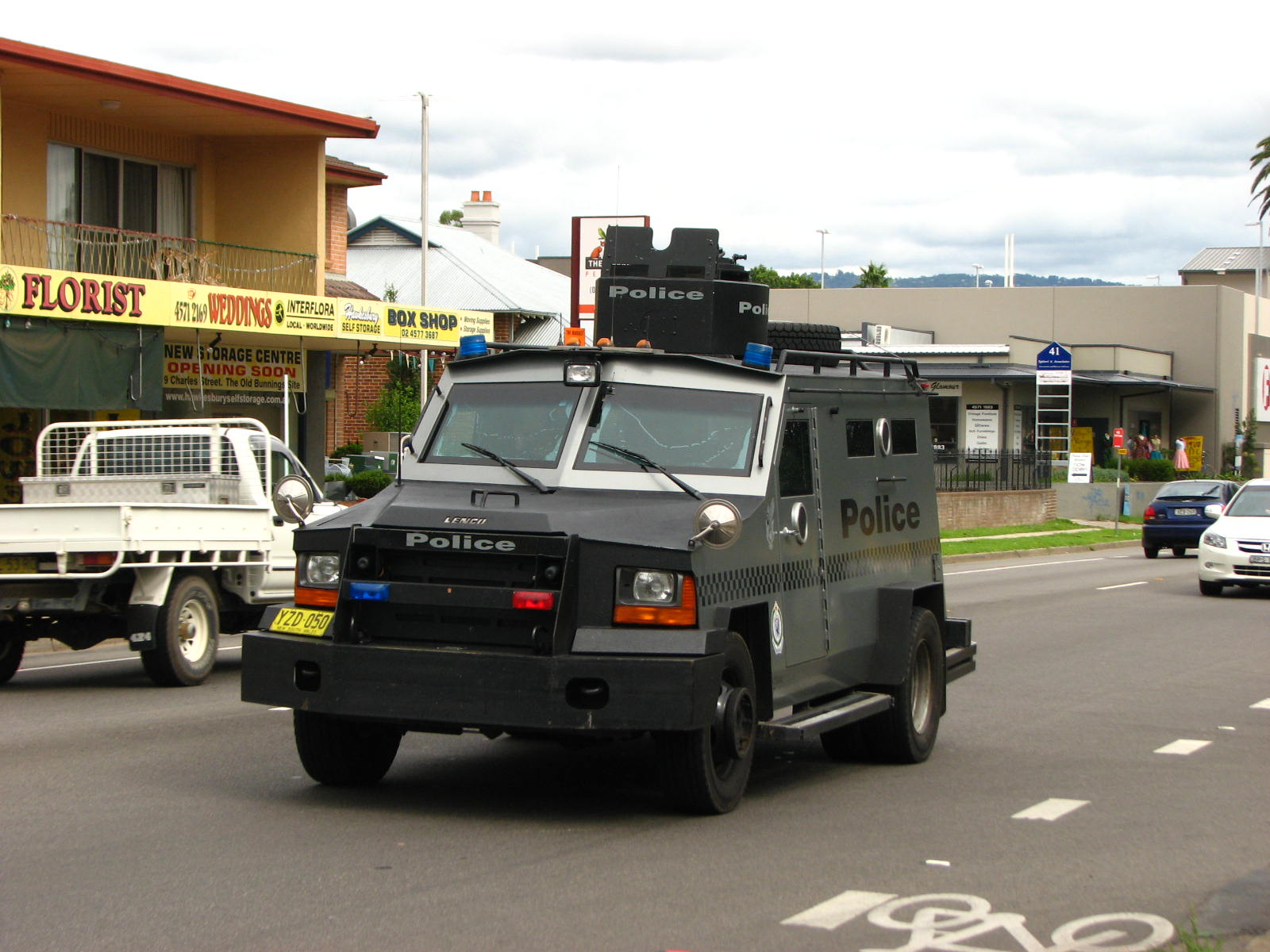
New South Wales Police Force Tactical Operations Unit Lenco BearCat gepantserd reddingsvoertuig.

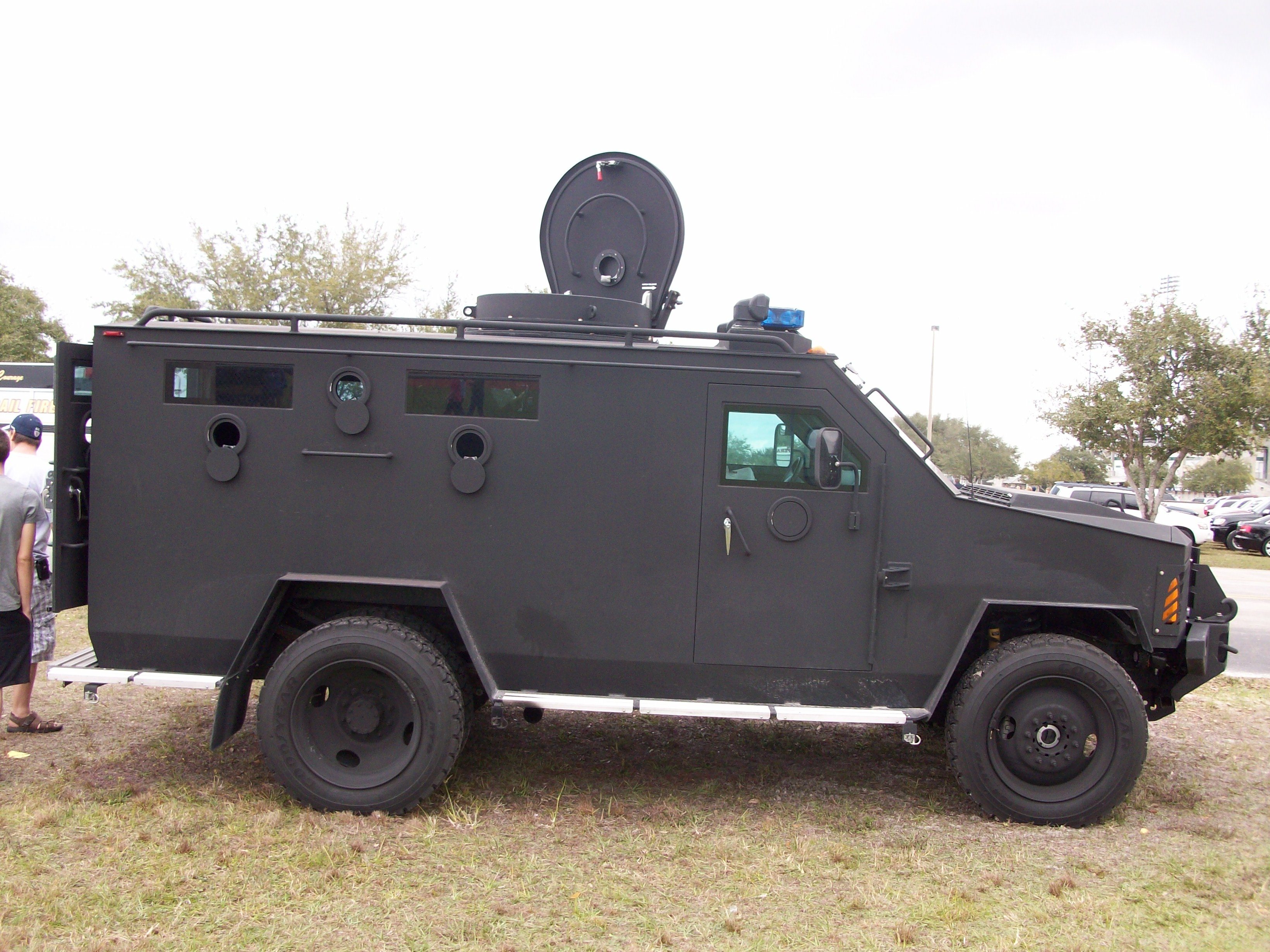
Lenco BearCat is eigendom van het SWAT-team van Lee County Sheriff's Office (Florida)

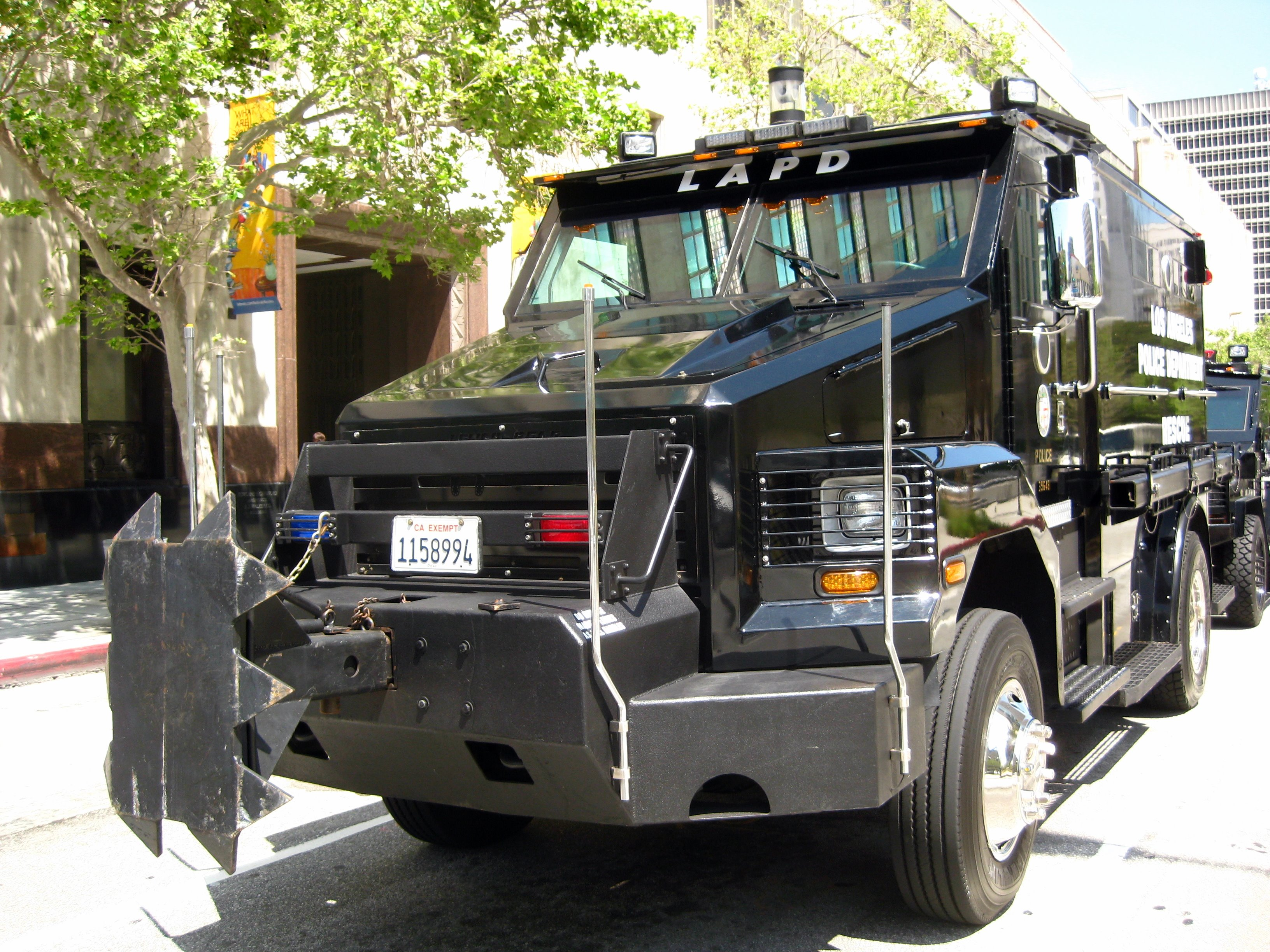
Los Angeles Police Department SWAT 'Rescue 1' BEAR met een stormram.

BearCats van verschillende configuraties worden gebruikt door de volgende agentschappen en afdelingen over de hele wereld met meer dan 500 in gebruik in de Verenigde Staten alleen.

### Australië
- Australische federale politie - Specialistische responsgroep[9]
- New South Wales Police Force - Tactical Operations Unit × 3 (een van elk van de varianten 2003, 2012 en 2018)[24][25]
- Northern Territory Police - Territory Response Group[26][27]
- Queensland Police Service - Special Emergency Response Team × 2[28]
- South Australia Police - Special Tasks and Rescue Group[29]
- Tasmania Police - Special Operations Group[30][31]
- Victoria Police - Special Operations Group × 2 (2018-variant) en Critical Incident Response Team x1 (2013-variant)[32][33]
- Western Australia Police - Tactical Response Group × 2[34][35]

### Bangladesh
- Politie
- Ansar uit Bangladesh
- Grenswacht

### België
- Lokale Politie Antwerpen[36][37]

### Brazilië
- Militaire politie van de staat Goiás - Batalhão de Operações Especiais[38]

### Canada
- Ottawa Police Service - Tactical Unit[39]
- Saskatoon Police Service - Emergency Response Team[40]

### Marokko
- Marokkaanse hulpkrachten - 88 BearCat-pantservoertuigen voor oproerbeheersing, troepentransport, communicatie, konvooibescherming en SWAT-varianten.[41]
- BCIJ (Bureau Central d'Investigations Judiciaires), Marokkaanse Domestic Intelligence Unit & Special Forces.

### Nederland
- Nationale Politie - Meerdere Lenco BEAR's en Lenco BearCats zijn in dienst bij de Dienst Speciale Interventies (Special Intervention Service). Dit is een politiedienst bestaande uit zowel militairen als politiepersoneel, gespecialiseerd in terrorismebestrijding, aanhouding van risicovolle personen, vliegtuigkapingen en gijzelingen. Een andere gebruiker is het M-Squadron van NLMARSOF, special operations forces van het Nederlands Korps Mariniers.[42] Bij de bestorming van een drugspand in Den Bosch reed een Bearcat op 12 oktober 2020 dwars door een plantsoen van de gemeente en daarna door een heg en kwam daardoor landelijk in het nieuws. In Tilburg werd op 11 juni 2021 een pand bestormd waarbij ook de Bearcat werd ingezet.[43] Op 22 februari 2022 werd een Bearcat achter de hand gehouden bij de gijzeling in de Apple Store op het Leidsche Plein in Amsterdam. Uiteindelijk was inzet niet nodig.[44][45]

### Taiwan
- National Police Agency (Taiwan) - National Police Agency Special Operations Group[46]

### Verenigde Staten

#### Federale wetshandhaving
- Ministerie van Energie van de Verenigde Staten Meer dan 80 Lenco BearCats worden gebruikt op (8) DoE-locaties[47]
- Parkpolitie van de Verenigde Staten[48]
- Kennedy Space Center - Emergency Response Team[49]

#### Staats- / lokale wetshandhaving
- Alaska State Troopers - 3[50]
- Bloomington Police Department[51]
- Boulder County Sheriff[52]
- Burbank Police Department - SWAT[53]
- Central Bucks Emergency Response Team[15]
- Politiebureau Chicago - SWAT[54]
- Clackamas County Sheriff's Office, CCSO SWAT. Clackamas County, OR x 1 Bearcat
- Concord, New Hampshire, Police Department[55]
- Dallas Police Department (Texas) - SWAT x 2[56]
- Politiebureau van Denver - SWAT[57]
- Des Moines Police Department; Des Moines, IA[58]
- Douglas County (CO) Sheriff -SWAT
- Edmond Oklahoma Police Department - SWAT[59]
- Erie (PA) Bureau of Police[60]
- Politiebureau van Honolulu - SWAT[61]
- Sheriff's Department van Hudson County - SWAT[62]
- Sheriff's Department van Humboldt County (CA)[63][64]
- Kansas Highway Patrol - Special Response Team en Mobile Field Force[65]
- Keene, politie van New Hampshire - SWAT
- Louisiana State Police - SWAT[66]
- Los Angeles County Sheriff's Department - Speciaal handhavingsbureau × 6 (één BEAR, drie BearCats, twee paramedici of MedCats)[67]
- Los Angeles Police Department - SWAT × 4 (één BEAR, twee BearCats en één MedCat-variant)[68]
- Lower Columbia SWAT, Cowlitz, Clark, Skamania en Wahkiakum Counties - de staat Washington.[69]
- Politiebureau Miami Dade - SRT[70]
- Speciaal reactieteam van de politie van Miami-Dade[71]
- Michigan State Police - Emergency Response Team
- De sheriffafdeling van Montrose County, Colorado
- Politiebureau van St. Louis - SWAT-team[72]
- New Mexico State Police - Tactisch team[73]
- New York City Police Department Emergency Service Unit × 2[74][75]
- Northeast Massachusetts Law Enforcement Council (NEMLEC)[76]
- Sheriff's Office van Oklahoma County - SWAT[17]
- Politiebureau van Orlando
- Pasadena Police Department - SWAT[77]
- Passaic County Sheriff's Department - SWAT[78]
- Portland Police Bureau (PPB), Special Emergency Response Team, Portland, OR x 2 Bearcats, 1 Medcat
- Portland Port Authority (PPA), Special Emergency Response Team, Portland, OR x 2 Bearcats
- SWAT van de politie van Prince William County[79]
- Unified Police Department of Greater Salt Lake[80]
- Riley County, KS Police Department[81]
- Politiebureau van San Diego (Californië) - SWAT[82]
- Politiebureau van San Francisco - SWAT[83][84]
- Santa Barbara Police Department[85]
- Seaside Police Department (Californië)[86]
- SWAT-team in Zuidoost-Idaho[87]
- St. John the Baptist Parish Sheriff's Office - Crisis Management Unit (CMU)[88]
- Stockton Police Department (Californië) - SWAT[89]
- York County (Pennsylvania) Quick Response Team[90][91]
- Walworth County Sheriff's Office (Wisconsin)[92]
- Bellevue Police Department, Washington - SWAT

#### Leger
- 91st Security Forces Group van de Amerikaanse luchtmacht[93]
- United States Air Force Global Strike Command - (6) Air Force Bases - 60 BearCats voor Nuclear Missile Convoy Protection
- Marine Corps Security Force Regiment[94]
- United States Army Bearcats gebruikt voor de VS Militaire politie Special Reaction Teams
  - Fort Carson, CO
  - Fort Hood, TX
  - Fort Riley, KS
  - Fort Bragg, NC
  - Amerikaanse leger, 94e MP BN Korea
- United States Navy SWFPAC & SWFLANT (Strategic Weapons Facilities / Pacific & Atlantic - Meer dan 100 BearCats voor Perimeter Patrol & Security)